# Frederic Edwin Church
Frederic Edwin Church (Hartford, 4 de mayo de 1826 - Nueva York, 7 de abril de 1900) fue un pintor paisajista estadounidense, figura central de la segunda generación de paisajistas de la Escuela del río Hudson.

## Juventud y aprendizaje
Church provenía de una familia acomodada, lo que le permitió estudiar arte —ya en una edad temprana— con artistas locales. En 1844, Daniel Wadsworth intervino para que estudiara con Thomas Cole en Catskill (Nueva York), donde permaneció hasta 1846. En 1847, estableció su propio estudio en Nueva York, siendo William James Stillman su primer alumno. En esta época, exhibió paisajes en la National Academy of Design, de la que devino miembro de pleno derecho en 1849, y vendió por $130 su pintura Hooker and Company Journeying through the Wilderness from Plymouth to Hartford, in 1636.

## Actividad artística

### Paisajes del nordeste de Estados Unidos
Ya como alumno de Thomas Cole, Church realizó varios viajes para hacer bocetos de East Hampton y de las montañas de Catskill y Berkshires. Sus primeras obras  —típicas de la Escuela del río Hudson— eran creadas en su estudio, a partir de los bocetos tomados en la naturaleza, y muy parecidas a las de su maestro. A medida que su estilo progresaba, se apartó de dicho enfoque, realizando cuadros con detalles más elaborados, en composiciones más osadas en formato y, a veces, con dramáticos efectos de luz. Una obra característica de esta época es Paisaje de Nueva Inglaterra, del año 1851.

### Paisajes de Sudamérica
Church es especialmente conocido por pintar grandes vistas, de ubicaciones exóticas. En los libros El Cosmos —de 1845— y Viaje a las regiones equinocciales del Nuevo Continente —publicado en inglés en 1852— Alexander von Humboldt relataba sus exploraciones —entre1799 y 1804— en los virreinatos de Nueva España y de Nueva Granada. Humboldt había desafiado a los artistas a retratar la fisonomía de los Andes y Church hizo dos viajes a América del Sur. El primer viaje —en 1853— fue a los territorios de la actual Colombia, financiado por el empresario Ciro West Field, quien preveía usar las obras de Church para atraer inversiones a sus empresas de América del Sur. El segundo viaje fue a Ecuador —en 1857— acompañado del pintor Louis Rémy Mignot. Church quiso seguir los pasos de Humboldt, incluso residiendo en la antigua casa de aquel, en Quito, Cuando regresó a Nueva York en 1857, realizó varias pinturas a partir de los bocetos realizados. Son especialmente notables cuatro paisajes de Ecuador: Los Andes de Ecuador (1855), Cayambe (1858), Cotopaxi (1862) y El corazón de los Andes (1859). Esta última obra le dio buenos beneficios, cuando se expuso de forma especial en Nueva York, con un enorme marco que simulaba una ventana con vistas hacia los Andes.

### Viajes posteriores
La amistad de Church con Isaac Israel Hayes estimuló el interés del artista por las regiones árticas. En 1859, Church y Louis Legrand Noble viajaron a Terranova y Labrador, viaje narrado en el libro de Noble: After Icebergs with a Painter (1861), publicado poco antes de que se Church exhibiera su pintura The Icebergs.  
A finales de 1867, Church y su familia fueron a Europa —Londres y París— y a Alejandría, Beirut, Jerusalén. En febrero de 1868 viajaron a Petra, donde Church dibujó el llamado Tesoro de Petra. Más tarde visitaron Damasco, Baalbek y Estambul y Roma, donde Church aprendió pintura al fresco y conoció a otros pintores estadounidenses, como Sanford Robinson Gifford y Jervis McEntee. Tras una corta estancia en Atenas, el viaje terminó en mayo de 1869, cuando Church y su familia partieron de Roma y regresaron a casa. En su estudio realizó pinturas sobre los esbozos tomados durante el viaje, como The Parthenon (1871) o El Khasné, Petra (1874).

## Influencias y estilo
En su Kosmos, Humboldt presentaba una interconexión de la ciencia, el mundo natural y la espiritualidad, dedicando un capítulo a la pintura de paisajes. Todo ello fue determinante para la forma en que Church retrata "científicamente" la diversidad de la naturaleza, especialmente la del Nuevo Mundo. En El corazón de los Andes, Church presenta varios elementos topográficos, en una amplia y muy detallada representación de la naturaleza, donde cada especie de planta y animal es identificable y situada en su respectiva zona climática, que.se delinea con precisión.
Algunas de las pinturas de Church se relacionan o se cree que influyeron en el luminismo americano, estilo pictórico que tiende a enfatizar las horizontales, usar luz no difusa, y ocultar las pinceladas, de forma que la huella del pintor sea menos evidente para el espectador. Mientras que en obras como Morning in the Tropics y Crepúsculo en la naturaleza salvaje se resalta el "dibujo meticuloso y colores intensos", otras como Cotopaxi o The Parthenon "ejemplifican el estilo ... en su estructura panorámica".

## Algunas obras importantes
En los siguientes enlaces, se halla cumplida información sobre algunas obras importantes de Frederic Edwin Church:
- Paisaje de Nueva Inglaterra (1851)
- Vista del Niágara (1857)
- El corazón de los Andes (1859)
- Crepúsculo en la naturaleza salvaje (1860)
- Vista del Niágara, desde el lado estadounidense (1867)
- El río de luz (1877)